# جری گیل
جری گیل (انگلیسی: Jerry Gill؛ زادهٔ ۸ سپتامبر ۱۹۷۰) بازیکن فوتبال اهل بریتانیا است.
از باشگاه‌هایی که در آن بازی کرده‌است می‌توان به باشگاه فوتبال بث سیتی، باشگاه فوتبال یئوویل تاون، باشگاه فوتبال چلتنهام تاون، باشگاه فوتبال ردیچ یونایتد، باشگاه فوتبال وستون سوپر مار، باشگاه فوتبال بیرمنگام سیتی، باشگاه فوتبال فارست گرین راورز، باشگاه فوتبال نورث‌همپتون تاون، و باشگاه فوتبال لیتون اورینت اشاره کرد.
وی همچنین در تیم ملی فوتبال England National Game XI بازی کرده‌است.